# Катамаран
Катамаран (там. கட்டுமரம், катумарам, од кату, веза, сноп, и марам, дрво - у смислу као два спојена трупа или дрвета) је назив за врсту чамца или брода који се састоји од два спојена трупа.
Катамаране су, независно од Тамила, измислили Полинежани, што је омогућило насељавање удаљених отока Океаније. Катамарани су лакши, бржи и стабилнији од нормалних бродова.
Поред класичних катамарана чамаца и једрењака постоје и моторни катамарани, на пример као трајекти за превоз између две обале.
Катамаран који се састоји од три уместо два трупа зове се тримаран.